# برتراند (زبان برنامه‌نویسی)
برتراند یک زبان برنامه نویسی کامپیوتری برای ایجاد سیستم های برنامه نویسی محدودیت است. این زبان توسط Wm Leler در اواسط دهه 1980 به عنوان بخشی از تحقیقات دکتری او ساخته شد. برتراند یک نحو برنامه نویسی اعلانی دارد و با استفاده از تکنیکی به نام بازنویسی ، اصطلاحات افزوده شده خود را از سایر زبان های برنامه نویسی متمایز می کند.